# Domingo Mesa
Domingo Mesa Rosell – kubański zapaśnik walczący w stylu wolnym. Piąty na mistrzostwach świata w 1989 i szósty w 1987. Srebrny medal na igrzyskach panamerykańskich w 1987. Cztery razy na podium mistrzostw panamerykańskich. Triumfator igrzysk Ameryki Środkowej i Karaibów i mistrzostw Ameryki Centralnej w 1990. Drugi w Pucharze Świata w 1990; trzeci w 1989; czwarty w 1991 i piąty w 1984 roku.